# Primera División 1972 (Chili)
In 1972 werd het 40ste seizoen gespeeld van de Primera División, de hoogste voetbalklasse van Chili. Colo-Colo werd kampioen.  

## Eindstand
| Plaats | Club                  | Wed. | W  | G  | V  | Saldo | Ptn. |
| ------ | --------------------- | ---- | -- | -- | -- | ----- | ---- |
| 1      | Colo-Colo             | 34   | 23 | 6  | 5  | 90:37 | 52   |
| 2      | Unión Española        | 34   | 20 | 9  | 5  | 48:20 | 49   |
| 3      | Universidad de Chile  | 34   | 19 | 8  | 7  | 72:38 | 46   |
| 4      | Deportes Concepción   | 34   | 16 | 11 | 7  | 48:31 | 43   |
| 5      | Green Cross-Temuco    | 34   | 15 | 13 | 6  | 55:43 | 43   |
| 6      | Deportes La Serena    | 34   | 14 | 11 | 9  | 52:41 | 39   |
| 7      | Universidad Católica  | 34   | 14 | 11 | 9  | 42:41 | 39   |
| 8      | Magallanes            | 34   | 13 | 11 | 10 | 62:54 | 37   |
| 9      | Huachipato            | 34   | 13 | 11 | 10 | 40:32 | 37   |
| 10     | Naval (P)             | 34   | 12 | 7  | 15 | 45:52 | 31   |
| 11     | Lota Schwager         | 34   | 9  | 12 | 13 | 40:52 | 30   |
| 12     | O'Higgins             | 34   | 8  | 10 | 16 | 45:54 | 26   |
| 13     | Unión La Calera       | 34   | 8  | 8  | 18 | 45:62 | 24   |
| 14     | Santiago Wanderers    | 34   | 8  | 8  | 18 | 36:59 | 24   |
| 15     | Antofagasta Portuario | 34   | 10 | 4  | 20 | 42:66 | 24   |
| 16     | Rangers               | 34   | 8  | 8  | 18 | 32:62 | 24   |
| 17     | Unión San Felipe      | 34   | 9  | 5  | 20 | 44:64 | 23   |
| 18     | Everton               | 34   | 7  | 7  | 20 | 36:66 | 21   |

|     | Kampioen, gekwalificeerd voor Copa Libertadores 1973 |
|     | Gekwalificeerd voor Copa Libertadores 1973           |
|     | Degradatie                                           |
| (P) | Promovendus                                          |